# Боровинка
 Тази статия е за растението.  За гъбата вижте Виолетка.  
Боровинките (Vaccinium) са род покритосеменни растения от семейство Пиренови (Ericaceae). Включва около 450 вида храсти, разпространени главно в по-хладните части на Северното полукълбо.

## Видове
В България се срещат 4 вида от род Боровинка (Vaccinium) – Червена (vitis-idaea), Черна (myrtillus), Синя (uliginosum) и Кавказка (arctostaphylos)
- Червената боровинка е с червени плодове, презимуващи твърди листчета с подгънат ръб, а другите 3 вида са с тъмносини плодове, опадващи меки листчета с неподгънат ръб.
- Кавказката боровинка в България е храст висок до 3 метра (в Кавказ стига до малко дръвче) и се среща само в Странджа, а другите 3 вида са храстчета до 40 см височина и се срещат във всички наши високи планини.
- Кавказката боровинка расте най-ниско, между 150 и 300 m надморска височина, Червената – над 700, Черната – най-често над 1000, а Синята – най-високо – над 1700.
- Червената и Синята боровинки са с целокрайни листчета, а листчетата на Черната и Кавказката са с назъбен ръб.
- Завръза на върха на плода на Черната боровинка има вид на лунен кратер, а на Синята завръза е с форма на вдлъбнат кръст.
- Единствено листчетата на Синята боровинка синеят и са обратно-яйцевидни, а плодовете и имат гълъбово-синкав налеп.
- Единствено листчетата на Червената боровинка имат точки по долната страна, и са врязани обратно-едностранно на върха.
- Единствено плодовия сок на Черната боровинка оцветява във виолетово.
- Синята боровинка е с най-фин вкус, съвсем близко под нея стои вкуса на Черната, а плодът на Червената не е така сочен и е далеч назад по вкусови качества. Но поради факта, че Червената боровинка зрее по-късно, тогава когато вече ги няма плодовете на Синята и Черната, тя се ползва масово, като ободряваща храна от туристите.
Подрод Oxycoccus
- Секция Oxycoccus
  - Vaccinium macrocarpon
  - Vaccinium microcarpum
  - Vaccinium oxycoccus
- Секция Oxycoccoides
  - Vaccinium erythrocarpum

Подрод Vaccinium
- Секция Batodendron
  - Vaccinium arboreum
  - Vaccinium crassifolium
- Секция Brachyceratium
  - Vaccinium dependens
- Секция Bracteata
  - Vaccinium acrobracteatum
  - Vaccinium barandanum
  - Vaccinium bracteatum
  - Vaccinium coriaceum
  - Vaccinium cornigerum
  - Vaccinium cruentum
  - Vaccinium hooglandii
  - Vaccinium horizontale
  - Vaccinium laurifolium
  - Vaccinium lucidum
  - Vaccinium myrtoides
  - Vaccinium phillyreoides
  - Vaccinium reticulatovenosum
  - Vaccinium sparsum
  - Vaccinium varingifolium
- Секция Ciliata
  - Vaccinium ciliatum
  - Vaccinium oldhamii
- Секция Cinctosandra
  - Vaccinium exul
- Секция Conchophyllum
  - Vaccinium corymbodendron
  - Vaccinium delavayi
  - Vaccinium emarginatum
  - Vaccinium griffithianum
  - Vaccinium meridionale
  - Vaccinium moupinense
  - Vaccinium neilgherrense
  - Vaccinium nummularia
  - Vaccinium retusum
- Секция Cyanococcus
  - Vaccinium angustifolium
  - Vaccinium boreale
  - Vaccinium caesariense
  - Vaccinium corymbosum
  - Vaccinium darrowii
  - Vaccinium elliottii
  - Vaccinium formosum
  - Vaccinium fuscatum
  - Vaccinium hirsutum
  - Vaccinium koreanum
  - Vaccinium myrsinites
  - Vaccinium myrtilloides
  - Vaccinium pallidum
  - Vaccinium simulatum
  - Vaccinium tenellum
  - Vaccinium virgatum
- Секция Eococcus
  - Vaccinium fragile
- Секция Epigynium
  - Vaccinium vacciniaceum
- Секция Galeopetalum
  - Vaccinium chunii
  - Vaccinium dunalianum
  - Vaccinium glaucoalbum
  - Vaccinium urceolatum
- Секция Hemimyrtillus
  - Vaccinium arctostaphylos – Кавказка боровинка
  - Vaccinium cylindraceum
  - Vaccinium hirtum
  - Vaccinium padifolium
  - Vaccinium smallii
- Секция Myrtillus
  - Vaccinium calycinum
  - Vaccinium cespitosum
  - Vaccinium deliciosum
  - Vaccinium dentatum
  - Vaccinium membranaceum
  - Vaccinium myrtillus – Черна боровинка
  - Vaccinium ovalifolium
  - Vaccinium parvifolium
  - Vaccinium praestans
  - Vaccinium reticulatum
  - Vaccinium scoparium
- Секция Neurodesia
  - Vaccinium crenatum
- Секция Oarianthe
  - Vaccinium ambyandrum
  - Vaccinium cyclopense
- Секция Oreades
  - Vaccinium poasanum
- Секция Pachyanthum
  - Vaccinium fissiflorum
- Секция Polycodium
  - Vaccinium stamineum
- Секция Pyxothamnus
  - Vaccinium consanguineum
  - Vaccinium floribundum
  - Vaccinium ovatum
- Секция Vaccinium
  - Vaccinium uliginosum – Синя боровинка
- Секция Vitis-idaea
  - Vaccinium vitis-idaea – Червена боровинка

## Други
На боровинките е наречена улица в квартал „Драгалевци“ в София (Карта).